# الکساندریا (نیویورک)
الکساندریا (به انگلیسی: Alexandria) یک منطقهٔ مسکونی در ایالات متحده آمریکا است که در شهرستان جفرسون، نیویورک واقع شده‌است. الکساندریا ۲۱۸٫۵۳ کیلومتر مربع مساحت و ۴٬۰۶۱ نفر جمعیت دارد و ۱۰۶٫۹۹ متر بالاتر از سطح دریا واقع شده‌است.